# Janeth Jepkosgei
Janeth Jepkosgei Busienei (Keiyo, 13 dicembre 1983) è una mezzofondista keniota, specializzata negli 800 metri piani, disciplina della quale è stata campionessa mondiale ad Osaka 2007.

## Biografia
All'inizio della propria carriera sportiva Janeth gareggia principalmente nei 400 metri ostacoli. Nel 1999, non essendo previsti i 400 m ostacoli ai trials kenioti, validi come selezione per i Mondiali allievi di Bydgoszcz, Polonia, decide di gareggiare negli 800 metri piani; conclude la gara al secondo posto venendo così selezionata per l'evento. A Bydgoszcz non riesce però ad approdare alla finale.
Nel 2001, sotto la guida dell'ex medaglia d'oro olimpica Paul Ereng, vince la medaglia d'argento negli 800 metri ai Campionati africani juniores e l'anno successivo, ai Mondiali juniores di Kingston, conquista l'oro. Nel 2004 e 2005 vince i trials kenioti negli 800 m, utili rispettivamente come selezione per Giochi olimpici e Mondiali, ma non avendo raggiunto il tempo minimo A non viene selezionata dalla propria nazionale per partecipare alle rassegne.
Nel 2006 si mette in luce vincendo due ori ai Giochi del Commonwealth e ai Campionati africani. A fine stagione viene insignita del premio come miglior sportiva keniota del 2006.
Ai Mondiali di Osaka del 2007 ottiene la sua più prestigiosa vittoria, conquistando l'oro negli 800 m con il tempo di 1'56"04, nuovo record nazionale keniota e miglior prestazione mondiale stagionale. Con questa vittoria Janeth diventa la prima donna keniota a conquistare un oro mondiale nel mezzofondo veloce.
Ai Giochi olimpici del 2008 a Pechino conclude la finale degli 800 m al secondo posto, battuta dalla diciannovenne connazionale Pamela Jelimo che, dopo aver dominato tutta la stagione sugli 800 m, si impone anche ai Giochi olimpici migliorando il precedente primato nezionale della Jepkosgei.
Nel 2009 a Berlino, durante i Mondiali, conquista una nuova medaglia sugli 800 m, questa volta d'argento. Janeth, che conclude la prova con il tempo di 1'57"90, viene preceduta dalla sola Caster Semenya.
Attualmente è allenata da Claudio Berardelli e il suo manager è Federico Rosa.

## Palmarès
| Anno | Manifestazione          | Sede      | Evento      | Risultato  | Prestazione | Note                                     |
| ---- | ----------------------- | --------- | ----------- | ---------- | ----------- | ---------------------------------------- |
| 1999 | Mondiali allievi        | Bydgoszcz | 800 m piani | Batteria   | 2'11"98     |                                          |
| 2002 | Mondiali juniores       | Kingston  | 800 m piani | Oro        | 2'00"80     |                                          |
| 2006 | Giochi del Commonwealth | Melbourne | 800 m piani | Oro        | 1'57"88     |                                          |
| 2006 | Campionati africani     | Bambous   | 800 m piani | Oro        | 2'00"64     |                                          |
| 2007 | Mondiali                | Osaka     | 800 m piani | Oro        | 1'56"04     | Miglior prestazione mondiale stagionale  |
| 2008 | Giochi olimpici         | Pechino   | 800 m piani | Argento    | 1'56"07     |                                          |
| 2009 | Mondiali                | Berlino   | 800 m piani | Argento    | 1'57"90     | Miglior prestazione personale stagionale |
| 2010 | Campionati africani     | Nairobi   | 800 m piani | Argento    | 2'00"50     |                                          |
| 2010 | Campionati africani     | Nairobi   | 4×400 m     | Argento    | 3'35"12     |                                          |
| 2011 | Mondiali                | Taegu     | 800 m piani | Argento    | 1'57"42     | Miglior prestazione personale stagionale |
| 2012 | Giochi olimpici         | Londra    | 800 m piani | 6ª         | 2'00"19     |                                          |
| 2014 | World Relays            | Nassau    | 4×800 m     | Argento    | 8'04"28     | Record africano                          |
| 2014 | Giochi del Commonwealth | Glasgow   | 800 m piani | Semifinale | 2'04"60     |                                          |
| 2014 | Campionati africani     | Marrakech | 800 m piani | Argento    | 1'59"74     |                                          |
| 2014 | Campionati africani     | Marrakech | 4×400 m     | Argento    | 3'32"26     |                                          |
| 2015 | Mondiali                | Pechino   | 800 m piani | Batteria   | 2'01"40     |                                          |

## Altre competizioni internazionali
2006
- Argento alla World Athletics Final ( Stoccarda), 800 m piani - 1'59"10
- Argento in Coppa del mondo ( Atene), 800 m piani - 2'00"09

2007
- Oro alla World Athletics Final ( Stoccarda), 800 m piani - 1'57"87

2008
- Argento alla World Athletics Final ( Stoccarda), 800 m piani - 1'58"41

2010
- Oro in Coppa continentale ( Spalato), 800 m piani - 1'57"88
- Vincitrice della Diamond League nella specialità degli 800 m piani (17 punti)